# Требзен
Требзен (нім. Trebsen) — місто в Німеччині, розташоване в землі Саксонія. Входить до складу району Лейпциг.
Площа — 35,03 км2. Населення становить 3795 ос. (станом на 31 грудня 2020).